# The Legend of the Titanic
Huyền thoại Titanic (tiếng Ý: La leggenda del Titanic) là một bộ phim hoạt hình của đạo diễn Orlando Corradi, ra mắt lần đầu năm 1999.

## Ê-kíp
- Âm nhạc: Gianni Sposito
- Lồng tiếng: Jane Alexander (Elizabeth), Sean Patrick Lovett (Top Connors), Anna Mazzotti (Ronnie), Francis Pardeilhan (Don Juan), Teresa Pascarelli (Rachel), Gregory Snegoff (Maltravers),...